# الأطباء (سلسلة المكسيكية)
الأطباء (بالإسبانية: Médicos)‏ هي مسلسل تلفزيوني مكسيكي تم بثه على قناة قناة النجوم منذ عام 2019.

## روابط خارجية
- الأطباء على موقع IMDb (الإنجليزية)
- الأطباء على موقع كينوبويسك (الروسية)
- الأطباء على موقع قاعدة بيانات الفيلم (الإنجليزية)